# كيتي بيشري
كيتي بيشري مواليد 8 يناير 1993 في سيكشفهيرفار، المجر، هي لاعبة كرة يد مجرية تلعب كجناح أيسر. حصلت مع فريقها على المركز الثالث في كأس المجر سنة 2011.